# Héricourt-sur-Thérain
 Héricourt-sur-Thérain  es una comuna y población de Francia, en la región de Picardía, departamento de Oise, en el distrito de Beauvais y cantón de Formerie.
Su población en el censo de 1999 era de 85 habitantes.
Está integrada en la Communauté de communes de la Picardie Verte .

## Demografía
| 107 | 86 | 74 | 79 | 73 | 85 |
| Para los censos de 1962 a 1999 la población legal corresponde a la población sin duplicidades (Fuente: INSEE [Consultar]) |    |    |    |    |    |